# Saturn požírající svého syna
Saturn požírající svého syna je obraz španělského malíře Francisca Goyi. Je jedním ze čtrnácti takzvaných Černých obrazů, které Goya namaloval přímo na stěny svého domu (jež dnes leží na okraji Madridu) někdy mezi lety 1820 a 1823. Po Goyově smrti byl obraz přenesen na plátno (pod vedením restaurátora Salvadora Martíneze Cubellse) a nyní se nachází v Museo del Prado v Madridu. Obraz je tradičně považován za zobrazení řeckého mýtu o titánovi Kronovi (jemuž Římané říkali Saturn), který snědl své děti ze strachu z proroctví, že ho jedno z jeho dětí svrhne. Není však zcela jisté, že Goyova inspirace byla mytologická. Stejně jako všechny Černé obrazy nebyl ani tento původně určen pro veřejnou prezentaci a Goya k obrazu neuvedl ani název, ani jakékoli vysvětlující poznámky. Výklad výjevu je tedy sporný. Nejčastější alternativní interpretace zmiňují zobrazení Goyova psychického stavu, symbolizaci jeho vztahu se synem či mužské sexuální vášně, nebo alegorii dobové politické situace (řádění španělské inkvizice po španělské válce za nezávislost). Fred Licht považuje děsivou postavu za symbol antisemitismu. V některých interpretacích je hlavní postava ženskou.